# فرانسيسكو مارانو
فرانسيسكو مارانو (بالإيطالية: Francesco Marano)‏ هو لاعب كرة قدم إيطالي في مركز الوسط، ولد في 27 مايو 1990 في كاستيلاماري دي ستابيا في إيطاليا.

## وصلات خارجية
- فرانسيسكو مارانو على موقع قاعدة بيانات كرة القدم.إي يو (الإنجليزية)
- فرانسيسكو مارانو على موقع Soccerway.com (الإنجليزية)
- فرانسيسكو مارانو على موقع عالم كرة القدم.نت (الإنجليزية)